# Fabriciana garcila
Fabriciana garcila är en fjärilsart som beskrevs av Hans Fruhstorfer 1910. Fabriciana garcila ingår i släktet Fabriciana och familjen praktfjärilar. Inga underarter finns listade i Catalogue of Life.